# Капанадзе Таріел Давидович
Таріел Давидович Капанадзе (груз. ტარიელ დავითის ძე კაპანაძე; нар. 1 грудня 1962, Тбілісі, Грузинська РСР, СРСР) — колишній радянський і грузинський футболіст, правий півзахисник.

## Кар'єра
Таріел Капанадзе почав займатися футболом у 35-й футбольній школі Тбілісі. У 1980 році він почав кар'єру в дублі тбіліського «Локомотива», що виступав у Другій лізі чемпіонату СРСР. Потім Таріел перейшов в тбіліське  «Динамо», де виступав за дубль клубу.
У 1984 році повернувся в «Локомотив», де провів ще 3 сезону у Другій лізі.
У 1987 році, після того як «Локомотив» покинув Другу лігу, перейшов у клуб «Гурія» (Ланчхуті). Команда в той рік вперше грала у вищій лізі чемпіонату СРСР. Новачкові важко було закріпитися в складі і в підсумку він провів 2 гри. У тому ж сезоні він перейшов в клуб Першої ліги «Торпедо» (Кутаїсі)(), за який провів 9 ігор.
1988 року Таріел Капанадзе перейшов в клуб «Металург» (Руставі). Спочатку Таріел провів два сезони провів у Другій лізі СРСР, а з 1990 року клуб отримав назву «Горда» і став виступати в елітному дивізіоні новоствореного чемпіонату Грузії. Всього грав у «Руставі» протягом 6 років, двічі ставши бронзовим призером чемпіонату Грузії.
У 1993 році Автанділ перейшов в український клуб «Темп» з Шепетівки, який тоді мав потужне фінансування і спонсорувався грузинським бізнесменом Джумбером Нешніанідзе і виступав у Вищій лізі України. У новій команді він виступав на позиції правого півзахисника, а його брат Автанділ — на місці лівого півзахисника. У першому сезоні його команда посіла 9-е місце. Наступний сезон був невдалим, у команди зменшилося фінансування і вона, зайнявши 17-е місце, вилетіла з елітного дивізіону.
Першу половину сезону 1995/96 Таріел провів у Першій лізі в новоствореній команді «Темп-Адвіс». Потім він перейшов в клуб Вищої ліги України «Нива» з Тернополя. Там він провів 6 років, виступаючи на позиції нападника. У цьому клубі Таріел став штатним виконавцем стандартних положень.
У 2002 році Капанадзе покинув Україну і перейшов у російський аматорський клуб «Динамо-ДАІ», який виступав у першості Нижегородської області. Він провів у клубі півтора року, забивши 17 голів.
Влітку 2003 року Капанадзе перейшов у нижегородський «Локомотив» (клуб Другого дивізіону), за який виступав 2 роки, провівши 24 матчі і забивши 5 голів. У 2004 ріку Таріел завершив професійну кар'єру і виступав за місцеві аматорські клуби «Телма-Водник» та «Нижній Новгород-2».

## Після завершення кар'єри
Після завершення кар'єри гравця Капанадзе почав викладати в Нижегородськоій академії футболу, яку організував футбольний арбітр Ігор Єгоров. У 2009 році його команда стала переможцем чемпіонату міста Нижнього Новгорода з футболу серед гравців 1998 року народження.

## Досягнення
Бронзовий призер чемпіонату Грузії (2): 1990, 1991/92

## Особисте життя
Брат-близнюк іншого футболіста, Автанділа Капанадзе. Таріел одружений, дружину звуть Лаура, є дочка Христина (18.06.1991 р. н), живе в Москві, пішла по стопах батька і працює футбольним менеджером в Московському агентстві, син Давид, працює тренером у футбольному клубі Радій (26.04.1988 р. н). Живе разом з родиною в Нижньому Новгороді.